# Megalithische culturen van India

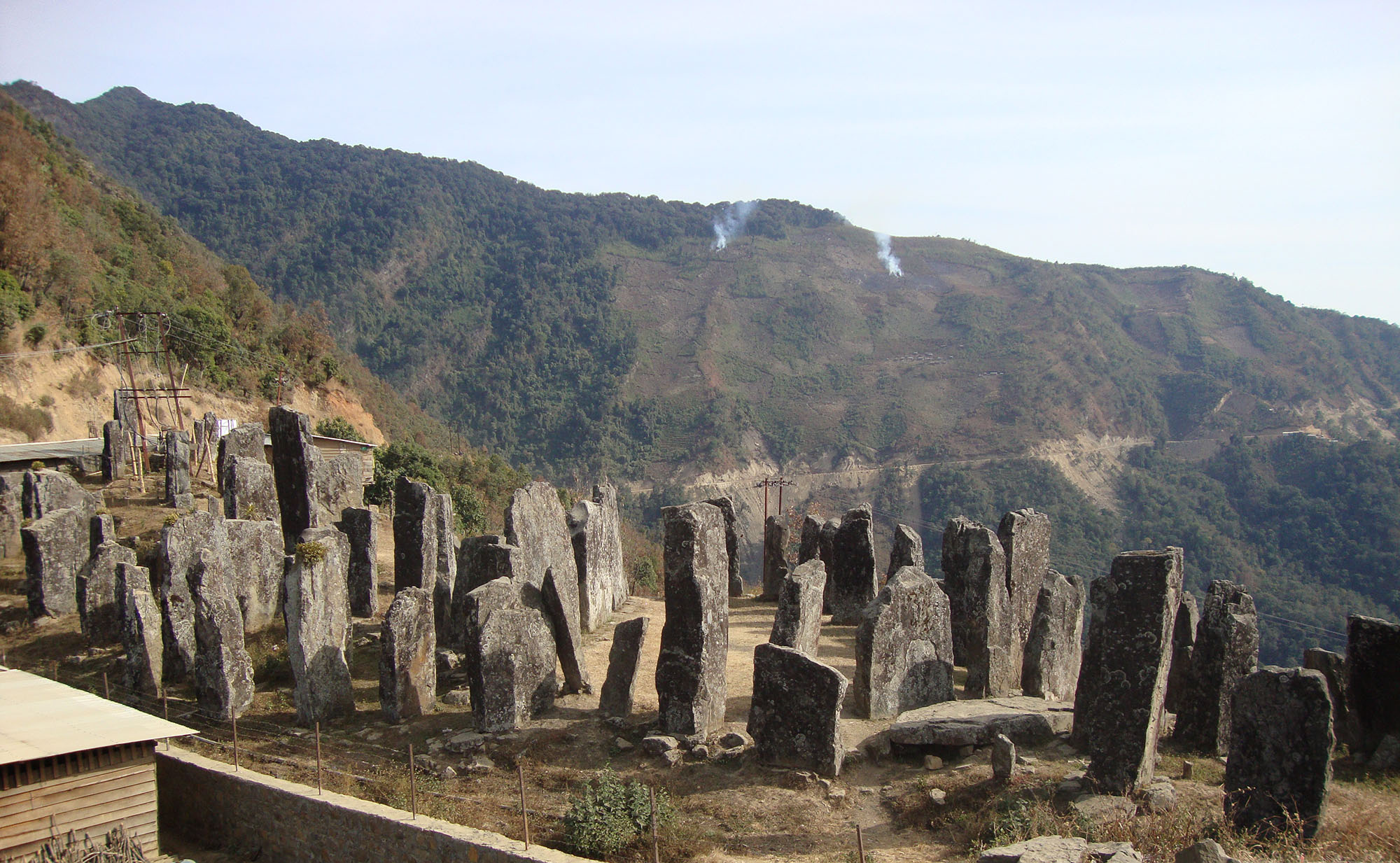
Stonehenge van Manipur

De megalithische culturen van India zijn een aantal archeologische culturen in India uit vooral de ijzertijd met megalieten (pandukals, pandukulis, pandoo coolies of kodey kulls) die een ceremoniële of graffunctie hebben. Vooral in Zuid-India zijn veel sites, in 1989 werd al geschat dat er daar zo'n 2000 sites waren gevonden en in 2002 waren daar al enkele honderden bijgekomen met genoeg potentieel voor nog veel meer sites.:316 Gezien de spreiding in tijd en geografie is het duidelijk dat het niet een enkele culturele traditie betreft.

## Chronologie
De ijzertijd op het Indisch Schiereiland wordt als vrijwel synoniem gebruikt met het megalithicum. Desondanks zijn er wel de nodige megalieten die van voor de ijzertijd stammen. In het Vindhyagebergte zijn deze tussen 1500-1000 v.Chr. gedateerd. Sites uit het zuiden van Uttar Pradesh als Kakoria en Jangal Mahal dateren van voor de ijzertijd, maar Kotia is daar weer een uitzondering op, hier zijn veel ijzeren werktuigen gevonden. In het noordwesten is Gufkral rond halverwege het tweede millennium v.Chr. gedateerd.
Het merendeel van de megalieten van het Indisch Schiereiland wordt gedateerd van het eind van het tweede millennium v.Chr. voor onder meer Noord-Karnataka en Andhra Pradesh, terwijl in Tamil Nadu en Kerala tot het midden van het eerste millennium werden gemaakt.
Naast deze oude culturen zijn er culturen die tot in de moderne tijd megalieten gebruiken als grafsignalisatie, zoals in Manipur. In Willong Khullen bevindt zich wat wel het Stonehenge van Manipur wordt genoemd.

## Keramiek
Ook als er geen megalieten voorkomen, worden sites veelal als megalithisch aangeduid als er zwart-en-rood aardewerk voorkomt. Dit aardewerk blijkt echter aangetroffen in grote delen van het Indisch subcontinent en over grote tijdspannes en niet verbonden aan een enkele cultuur. Daarnaast komt er ook ander aardewerk voor op de vele sites, zoals russet-coated painted ware in het westen van het schiereiland, met mica glimmend gemaakt rood aardewerk in Vidarbha en verder rood aardewerk en zwart aardewerk.

## Leefwijze
Ouder onderzoek aan skeletresten werd vooral gedaan op basis van craniometrie, maar dit leidde tot slechts weinig bruikbare aanwijzingen. Uit recenter onderzoek volgt dat er geen sprake was van een homogene bevolking, maar ook dat er geen sprake was van een overweldigende invasie, zoals eerder wel was voorgesteld.
Crematie kwam slechts beperkt voor, onder meer in Kaniyathirtharn. De mate van tandbederf die is aangetroffen in Mahurjhari doet vermoeden dat dit een gemengde economie was van landbouwers en jager-verzamelaars. Archeozoölogie bevestigd dit beeld, doordat zowel wilde als gedomesticeerde dieren werden gegeten. Uit archeobotanisch onderzoek blijkt dat gedomesticeerde planten werden verbouwd.
Naast aanwijzingen voor het smelten van ijzer, is er ook koper, brons en wat goud aangetroffen op megalithische sites. Metaalbewerking lijkt dan ook goed ontwikkeld te zijn geweest, tot aan het gebruik van klinknagels in koperen vazen toe.
Jane Rowan Mcintosh vermoedde dat klimaatverandering rond het begin van het eerste millennium v.Chr. en daardoor een vergrote noodzaak tot mobiliteit en daarmee pastoralisme de aanzet gaven tot deze begrafenistradities.

## Opgravingsgeschiedenis
De eerste ontdekking van een megalithische site was in 1819 door John Babington in Chataperambah bij Kozhikode (Calicut) in Kerala. Daarna werden er vele ontdekkingen gedaan, vooral nadat in 1861 de Archaeological Survey of India (ASI) was opgericht en enkele vorstenlanden eigen archeologieafdelingen kregen. Aanvankelijk werden de megalieten rude of rough stone monuments genoemd. De nodige opgravingen leken volgens Mortimer Wheeler meer rooftochten, terwijl de theorievorming op zijn best twijfelachtig was:
Megalithic monuments had been ransacked rather than excavated, sometimes with the help of dynamite. Urnfields had been gathered up like rice-crops. Undocumented and heterogeneous collections of stone implements had, in favoured instances, found their way into museums. In very rare cases a town-site had been trenched and a confused mass of material scraped up from it. Meanwhile, theory had been active in inverse ratio to the evidence available. Sumerians, for example, had been derived from South India, or Dravidians from Sumer. The most that could be said for such theories was that they could not be disproved.
Aangezien het diffusionisme in die tijd veel aanhang had, werd de oorsprong van de megalieten niet alleen bij de Sumeriërs gezocht, maar ook wel bij de Scythen, druïden en Kelten. Ook craniometrie had de nodige aanhang in deze periode, en hoewel er slechts weinig skeletten beschikbaar waren trokken verschillende onderzoekers op basis hiervan verschillende conclusies over het vermeende ras dat de megalithische cultuur voortgebracht zou hebben.
Mysore Hatti Krishna ontdekte tijdens opgravingen in Brahmagiri en Chandravalli dat aardewerk dat werd gevonden bij megalieten overeenkwamen met aardewerk uit strata van de ijzertijd. Daarnaast bevonden ze zich in de bovenste lagen van het neolithicum, waarmee dus een overlap was. Op basis hiervan besloot Wheeler verder onderzoek te doen op deze locaties. Met de aanstelling van Wheeler als directeur-generaal van ASI in 1944 kregen de opgravingen een wetenschappelijke grondslag en hij wist een chronologie vast te stellen voor de vroege historische periode, de prehistorie en de megalieten daarbinnen. V.D. Krishnaswami kwam met een classificatie van de megalieten:
In Chingleput en Pudukkottai:
- D, dolmenoid cist, dolmen-achtige steenkist (hunebed):
  - D1, draagstenen (orthostats) met een deksteen die een rechthoekige kamer vormen, altijd in de oost-west-richting. De lateriete verweerde stenen zijn alleen aan de binnenkant bewerkt en zijn omcirkeld door steencirkels, meestal een enkele rij, soms dubbel. De draagstenen steken slechts enkele decimeters boven de grond, zodat het eerder steenkisten dan hunebedden zijn
  - D2, grove granieten blokken, meestal onbewerkt
  - D3, gelijk aan D2, alleen zijn de draagstenen vrijwel geheel begraven, zodat de deksteen op grondniveau lijkt te liggen
- C, cairn-circle, omcirkelde steengrafheuvels:
  - CU1, omcirkelde steengrafheuvel met een enkele urn
  - CU2, omcirkelde steengrafheuvel met twee urnen
  - CUm, omcirkelde steengrafheuvel met meerdere urnen
  - CS, omcirkelde steengrafheuvel met sarcofaag
- K, cist, steenkist. Alleen in Sittannavasal was een steenkist aangetroffen zonder afscheiding
  - KTa, steenkist met voorkamer (antechamber), afgescheiden door een transept

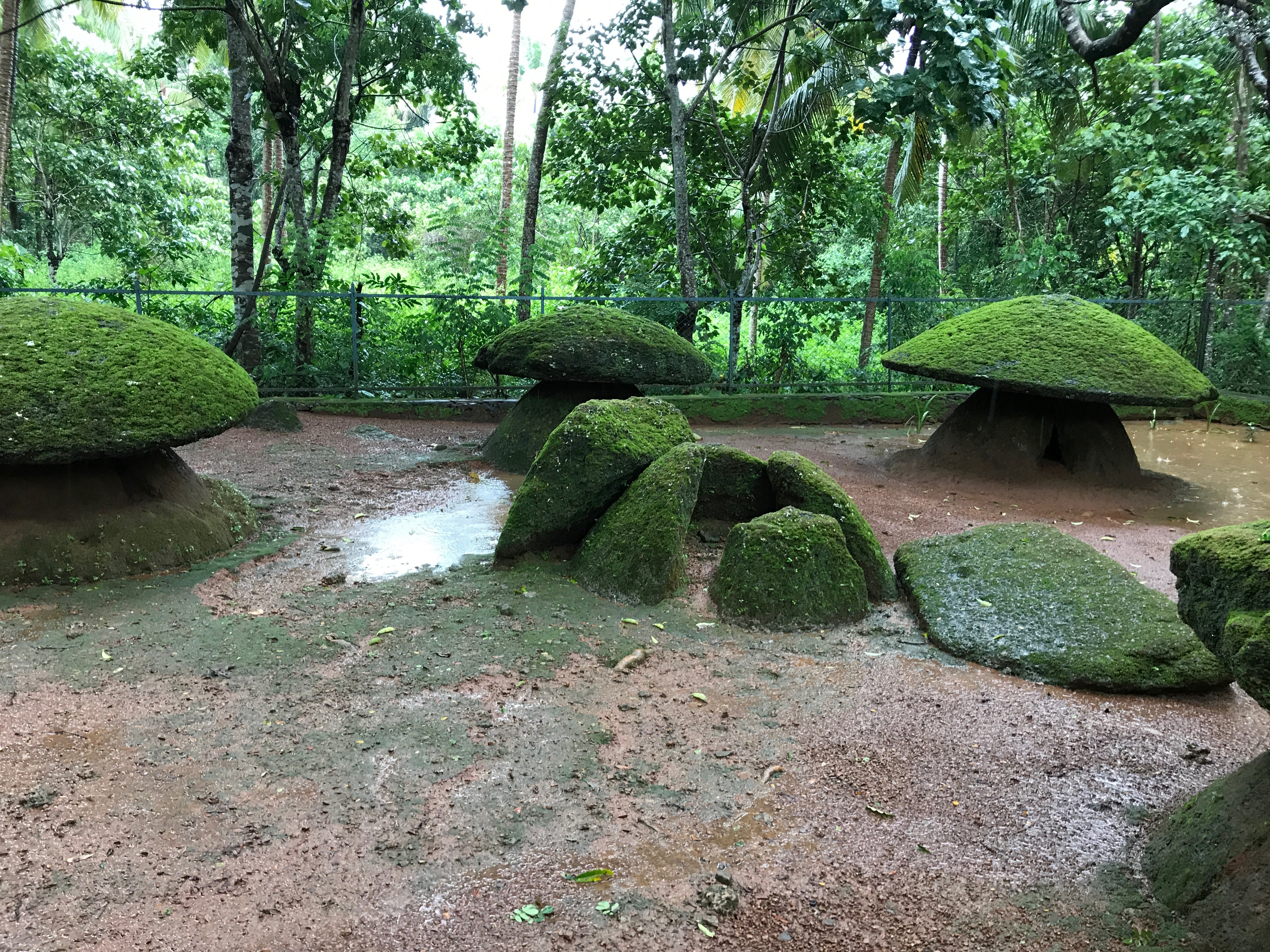
Paraplustenen in Ariyannur

In Cochin maakte Krishnaswami onderscheid tussen:
- meerdere hunebedden met een steencirkel. De vier draagstenen van elk hunebed staan in een swastika-patroon
- steenkist met poortgat
- menhir, lokaal bekend als patakallu of pulachikallu
- paraplusteen of hoedsteen, lokaal bekend als topi-kal en kudai-kal, vier dicht bij elkaar geplaatste draagstenen met een overhangende deksteen
- kapsteen, als de paraplusteen, maar dan zonder de draagstenen
- meerdere kapstenen omringd door naar binnen gerichte staande stenen
- uitgehouwen grot, soms met uitgehouwen pilaar

Sindsdien zijn er de nodige pogingen tot classificatie geweest, zoals die van Ravi Moorti die onderscheid maakte tussen megalieten met een graffunctie en die met een ceremoniële functie.
Desondanks vond het merendeel van de opgravingen niet op een systematische wijze plaats die het mogelijk zou maken om meer duidelijkheid te verkrijgen over zaken als nederzettingspatronen en sociaal-culturele en religieuze praktijken. Wel is duidelijk dat er minder kindergraven zijn dan in het eerdere neolithicum en dat de graven niet meer in, maar vooral buiten de nederzettingen werden geplaatst.

## Centraal-India
De belangrijkste megalithische sites in Madhya Pradesh en Chhattisgarh zijn Dhanora, Sonabhir, Karhibhandari, Chirachori, Majagahan, Kabrahata, Sorara, Sankanpalli, Timelwada, Handaguda en Nelakanker.
In Maharashtra zijn Takalghat-Khapa, Naikund, Mahurjhari, Bhagimohari, Borgaon, Ranjala, Pimpalsuti en Junapani belangrijke sites.

## Zuid-India
In Tamil Nadu zijn de belangrijkste sites Adichanallur, Amritamangalam, Kunnattur, Sanur, Vasudevanallur, Tenkasi, Korkai, Kayal, Kalugumalai, Perumalmalai, Pudukkotai, Tirukkampuliyar en Odugattur. In Kodumanal zijn naast megalieten ook potscherven aangetroffen gedateerd rond 400 v.Chr. met teksten in Tamil-Brahmi, waarmee de vroege historische periode hier een aanvang zou nemen.
Voor Kerala zijn dat Pulimattu, Tengakkal, Cenkotta, Muthukar, Peria Kanal, Machad, Pazhayannur en Mangadu. Karnataka kent Brahmagiri, Maski, Hanamsagar, Terdal-Halingali, T. Narsipur en Hallur als belangrijke sites. In deze twee staten worden kodaikals  en topikals gevonden, evenals menhirs die ook in Andhra Pradesh worden aangetroffen.
Antropomorfe figuren zijn gevonden in Kaperlaguru, Amabala Vayal, Midimalla en Kumati.